# Clicker Heroes
Clicker Heroes est un jeu sur navigateur créé par le développeur indépendant Playsaurus, sorti le 1er juillet 2014 sur navigateur web et le 13 mai 2015 sur Steam.
C'est un idle game (jeu incrémental), c'est-à-dire un jeu où l'inactivité est récompensée. Il s'inscrit dans la lignée du jeu Cookie Clicker.
Clicker Heroes est un free-to-play où des micropaiements sont possibles pour l'utilisateur. Il n'est néanmoins pas nécessaire de débourser de l'argent pour continuer le jeu. Du fait de son succès, il a vu apparaître plusieurs jeux similaires sur mobile, tels que Clicker Wars, ou Hero Clicker.

## Historique
Clicker Heroes est paru sur navigateur le 1er juillet 2014 et sur Steam le 13 mai 2015. Les développeurs ont également annoncé travailler sur une version mobile pour Android et Ios. La version Android est sortie en août 2015.

## Jouabilité

### Principe de base
Dans Clicker Heroes, le joueur doit cliquer sur un ennemi, afin de lui infliger des dégâts et le tuer. Chaque ennemi tué lui rapportera de l'or (gold), afin d'acheter des héros qui permettront d'augmenter les dégâts par clic, et par seconde (DPS). Les héros peuvent être augmentés en niveaux, devenant de plus en plus forts et accordant des bonus aux autres héros. Le joueur entre alors dans une sorte de spirale, où des héros plus puissants lui permettront de gagner plus d'or, qui lui permettront d'acheter des héros plus puissants, etc.
L’aventure se déroule sur des niveaux (zones) peuplés de monstres, que le joueur doit franchir. Lorsque le joueur a tué dix monstres d'un niveau (zone de jeu), il a la possibilité d'accéder à une zone supérieure. Des boss sont présents tous les cinq niveaux. Le joueur devra les tuer en moins de 30 secondes. S'il échoue, il sera rétrogradé au niveau inférieur, tandis qu'il pourra accéder aux niveaux suivants en cas de réussite. La zone maximale (fin du jeu) a longtemps été limitée. Depuis le correctif 1.0 du jeu, elle est augmentée à 30 000, mais il semble  que la limite a encore changé, puisque dans le correctif 1.0e10 du 13 novembre 2017, il est fait allusion à la « zone 200k », donc 200 000, et on peut continuer au-delà.
Lorsque le joueur arrive à un stade du jeu qu'il juge trop difficile (ou trop lent), il a la possibilité d'effectuer une « ascension ». Cette dernière aura pour effet de lui faire recommencer le jeu depuis le début, mais il garde avec lui les Hero Souls (« âme de héros » en français), des récompenses obtenues sur les boss à partir de la zone 100. Les Heros Souls sont cumulables, et 1 Hero Soul augmente les dégâts du joueur de 10 %. Il existe différents moyens d'en obtenir :
- tous les 100 niveaux, le boss donnera au joueur des Hero Souls ;
- au-delà du niveau 100, et pour chaque boss, le joueur a une chance de 25 % de rencontrer un « boss primitif » (Primal boss). Ces derniers délivrent des Hero Souls. Par exemple, le Primal boss du niveau 130 délivrera deux Hero Souls, tandis que celui du niveau 335 en donnera 20 ;
- tous les 2 000 niveaux des héros, le joueur obtiendra un Hero Soul ;
- en utilisant des rubis (qui permettent d'acheter des ascensions dans la boutique du jeu ; celles-ci ne feront pas retourner le joueur au début du jeu, mais compteront comme une ascension classique) ; ces rubis qui peuvent être achetés avec de l'argent réel ou obtenus grâce à des éléments cliquables qui apparaissent à intervalles réguliers sur la zone de jeu ou le visionnage de vidéos ;
- l'utilisation des Ancients (notamment Solomon) permet d'augmenter drastiquement le montant des Hero Souls gagnées sur chaque boss, de même que celui des rubis gagnés (avec Revolc) ; enfin, les Quêtes avec les Mercenaires (voir plus bas) permettent d'obtenir beaucoup de Hero Souls et de rubis, entre autres. Par la suite, avec l'arrivée des Outsiders avec le correctif 1.0, le joueur peut obtenir un montant de Hero Souls encore plus important sur chaque boss.

Le joueur a le choix entre deux stratégies pour progresser, soit le clic actif (le joueur clique sur les monstres pour les tuer), soit l'idle mode. L’idle mode se met en marche lorsque le joueur n'a pas cliqué activement pendant au moins une minute. Certains bonus peuvent alors être activés, notamment beaucoup d'Ancients. Ainsi, il existe deux styles de jeu, privilégiant soit l'inactivité, ou au contraire la présence active du joueur.

### Les héros
Les héros sont améliorables par le joueur au cours de sa partie. Le premier héros disponible, Cid, augmentera les dégâts par clic du joueur. Tous les autres héros augmenteront les dégâts par seconde du joueur ou donneront des bonus aux autres héros. Quatre ou cinq capacités sont disponibles pour chaque héros, et ce tous les 25 niveaux du héros. Ces capacités augmentent les dégâts par seconde du héros, les dégâts par seconde (DPS) de tous les héros, la quantité d'or gagnée, les chances de coup critique ou les dégâts des coups critiques.
Les héros gagnent un bonus aux dégâts tous les 25 niveaux (dégâts x4) et tous les 1 000 niveaux (dégâts x10). Depuis le correctif 0.22 du 29 octobre 2015, la limite de niveau des héros pour obtenir ce bonus aux dégâts a été augmentée (auparavant les bonus aux dégâts des héros s’arrêtaient au niveau 4100).
Certains de ces héros possède des bonus qui sont obtenues en améliorant ceux-ci. Ces bonus temporaires peuvent alors permettre d'augmenter les chances de faire un coup critique, d'augmenter le dps, d'avoir un auto clicker durant quelques secondes et bien d'autres avantages qui peuvent permettre d'avancer de façon plus efficace lorsque utiliser intelligemment.
À compter de la zone 100, chaque Boss tué tous les 10 niveaux (niveau 100/110/120, etc.) donne un bonus : les Gilded bonus (« bonus dorés »). Un Gild donne un bonus de 50 % aux DPS d'un héros (cumulables si plusieurs Gilds sont sur le même héros). Pour changer les Gilds d'un héros à un autre, il faut dépenser des Hero Souls. On peut aussi acheter des Gilds supplémentaires dans la boutique du jeu.
À la suite du correctif 0.24 du 14 décembre 2015, cinq nouveaux héros apparaissent, dont le denier, Wepwawet, permet de booster d'anciens héros (Betty Clicker et King Midas).
À la suite du correctif 1.0e3 du 6 octobre 2016, cinq nouveaux héros sont introduits : Tsuchi, Skogur, Moeru, Zilar et Madzi.
À la suite du correctif 1.0e10 du 13 novembre 2017, cinq nouveaux héros sont introduits : Xavira, Cadu et Ceus, The Maw et Yachiyl, the Primordial Soul.

### LesAncients
Les Ancients (« Aînés » en VF) sont des objets qui peuvent être achetés et améliorés par des Hero Souls. Il en existe 29 différents, qui permettent au joueur d'obtenir divers bonus. Une sélection de quatre Ancients sont proposés au joueur à chaque fois. Le joueur peut en choisir un, ou bien préférer une nouvelle sélection (contre des Hero Souls) si aucun ne lui convient.
Il est important pour le joueur de choisir judicieusement ses premiers Ancients, car le prix d'achat augmente avec le nombre d'Ancients qu'il possède :
À la suite du correctif 1.0e6 du 15 novembre 2016, un nouvel Ancient est introduit : Nogardnit, Ancient of Moderation, qui stimule l'utilisation des Auto Clickers (voir plus bas) en mode idle (quand ils sont inactifs).

### Les rubis
Les rubis sont une nouvelle récompense implémentée à partir du correctif .17d du 28 avril 2015. Ils peuvent être achetés contre de l'argent réel, ou obtenus un par un via des éléments cliquables apparaissant régulièrement dans le jeu. Les rubis permettent d'acheter des améliorations dans le cash shop (magasin) du jeu (achats de « gold » du jeu, ascensions supplémentaires avec bonus de Heros Souls, dégâts multipliés par deux, achat de reliques, création de clan, etc.).

### Les reliques
Les reliques ont été implantées dans le correctif 0.19 du 25 juin 2015. Elles offrent divers bonus aux joueurs (du même type que les bonus des anciens). Elles sont obtenables à partir du niveau 101, et jusqu'aux 2/3 du plus haut niveau atteint par le joueur. Elles ne peuvent être obtenues que dans les zones contenant un boss (multiple de 5). Le joueur pourra accumuler les reliques au fur et à mesure de ses ascensions, mais il ne peut en équiper que quatre à la fois. Les reliques supplémentaires sont stockées, et peuvent être échangées contre des « Forge Core », qui servent à améliorer les reliques, depuis le correctif 0.23. Plus la zone dans laquelle la relique récupérée est haute, plus le niveau de la relique sera élevé.

### Les clans
À la suite du correctif 0.20 du 11 août 2015, les clans sont introduits. Les joueurs peuvent s'associer pour combattre une fois par jour (en 3 essais, voire plus en utilisant des rubis) dans une arène spéciale des Immortels, des monstres qui permettent d'obtenir des Hero Souls supplémentaires. Il est aussi possible de discuter avec les membres de la guilde, exclure des membres, etc.

### Mercenaires
À la suite du correctif 0.23 du 20 octobre 2015, les mercenaires sont introduits. Ils permettent de gagner des ressources supplémentaires (gold, Hero Souls, rubis ou activation gratuite des compétences des héros) en effectuant des missions. Les mercenaires ont chacun un bonus de ressource correspondant à leur rang (Common, Uncommon, Rare, Epic, Fabled, Mythical, Legendary et Transcendent) et peuvent monter jusqu'au niveau 25. Ils peuvent cependant mourir durant leurs missions, mais il est possible de les racheter contre des rubis ou de les enterrer (pour compléter un des succès du jeu) et d'en retrouver d'autres avec les mercenaires survivants.

### « Power Bloop »
À la suite du correctif 0.25 du 21 janvier 2016, le « Power Bloop » est introduit. C'est un monstre spécial qui reçoit des dégâts aléatoires lorsque le joueur clique dessus. Si le joueur inflige exactement 292 201 338 dégâts, il est crédité du montant du jackpot en « Bloop Coins », monnaie fictive qui n'a aucune réelle utilité pour le moment. Avec la version 1.0 du jeu, l'onglet Power Bloop disparaît, remplacé l'onglet « Trancendent Power ».

### « Transcendence » et Outsiders
À la suite du correctif 1.0 du 9 juin 2016, la « Transcendence » est introduite : si un joueur atteint la zone 300 ou plus, il pourra sacrifier ses Ancients, Hero Souls, Reliques, Forge Cores et Gilds (ces derniers seront restaurés graduellement), obtenant en échange des « Ancient Souls ».
Avec les Ancient Souls, le joueur pourra débloquer et augmenter les « Outsiders » (nouvelles créatures, sur le même principe que les Anciens) et gagner un niveau de pouvoir sans précédent. Plus le montant de Hero Souls sacrifiées est important, sur toute la durée de vie du jeu (y compris celles qui ont été dépensées sur les Anciens, qui sont sacrifiés elles aussi), plus le joueur obtiendra d'« Ancient Souls » permettant d’augmenter le « Transcendent Power » (amélioration des compétences en « iddle mode » et de la puissance des Anciens - qui pourront être rachetés par la suite - et augmentation exponentielle du montant des Hero Souls provenant des Primal Boss). Les Ascensions (standards ou par la boutique) sont possibles entre deux Transcendences.
Les Ancients sont modifiés : leur niveau maximum est supprimé, ils peuvent tous augmenter indéfiniment. Les Ancients Iris, Khrysos, Pluto et Thusia sont retirés pour les joueurs ayant fait au moins une Transcendence, car ils seraient devenus trop puissants.
Liste des Outsiders :
- Xyliqil : +x % puissance des bonus « idle ».
- Chor'gorloth : -x % coût des Ancients.
- Phandoryss : +x % Transcendent Power (cumulable).
- Borb : +x % récompense maximum Primal Soul.
- Ponyboy : +x % puissance de l'Ancient Solomon.

À la suite du correctif 1.0e10 du 13 novembre 2017, quatre nouveaux Outsiders sont introduits :  Rhageist, K'Ariqua, Orphalas et Sen-Akhan, et de nombreux réglages et modifications du jeu sont effectués.

### Auto Clickers
À la suite du correctif 1.0e5 du 23 octobre 2016, les Auto Clickers sont introduits. Achetables en rubis dans la boutique du jeu, on peut les cumuler sans limite de nombre. Ils permettent de remplacer les clics de souris du joueur en mode « actif ». Chaque Auto Clicker fait 10 clics de souris par seconde. En mode idle (donc, quand sont inactifs), ils augmentent le gain en or de Nogardnit, l'Ancient of Moderation.

## Accueil
Clicker Heroes a reçu un bon accueil des critiques et des joueurs. En août 2015, c'est le neuvième jeu le plus joué sur Steam. Pour Nathan Grayson du site Kotaku, c'est le « parfait jeu de bureau pour se détendre ». Il reçoit la note de 4/5 sur Gamezebo et de 6/10 sur Pocket Gamer.

## Suite
Playsaurus continue régulièrement de mettre à jour le jeu et est également en train de travailler à une suite, Clicker Heroes II. Il semble que celle-ci réintroduise des éléments d'un autre jeu de Playsaurus, Cloudstone.
En 2016, la compagnie coréenne Gravity a engagé Playsaurus pour développer une version de Clicker Heroes avec le thème de Ragnarok Online, intitulé Ragnarok Clicker. Le jeu est disponible sur Steam depuis le 3 août 2016.